# Nogometni klub Samobor
Il Nogometni klub Samobor, conosciuto semplicemente come Samobor, è una squadra di calcio di Samobor, una cittadina nella regione di Zagabria (Croazia).

## Storia
La squadra viene fondata il 1º luglio 1925 col nome di HŠK Samobor (Hrvatski Športski Klub Samobor) dalle ceneri del concittadino ŠK Okić (classe 1921).
La prima partita viene disputata a Brežice e si conclude con una vittoria. Il primo campo da gioco viene trovato nei pressi del vecchio mattonificio a Samobor. Dal 1926 è membro della Zagrebačkog Podsaveza (sottofederazione di Zagabria), ma solo dalla stagione 1934-35 gareggia regolarmente.
Durante gli anni della Jugoslavia socialista il Samobor non si spinge mai oltre la terza divisione. Una sola volta si qualifica per la coppa nazionale: nel 1985-86, ma viene subito eliminato dal Budućnost.
Nella Croazia indipendente viene inserito nella 2. HNL, la seconda divisione, e nel 1997 - grazie a due promozioni consecutive - raggiunge il punto più alto della sua storia conquistando la promozione in 1. HNL.
L'esperienza in prima divisione dura solo una stagione (1997-98), poi "ritorna nei ranghi", e da allora milita soprattutto in terza serie. Attualmente milita nella 4. nogometna liga Središte Zagreb, girone interregionale di quarta divisione che raggruppa le squadre provenienti da Zagabria, da Karlovac, da Krapina e da Sisak.

## Cronistoria
| Stagione             | Campionato                                                              | Campionato           | Campionato           | Campionato                                | Coppa               |
| Stagione             | Categoria                                                               | Liv.                 | Posizione            | Verdetti                                  | Coppa               |
| -------------------- | ----------------------------------------------------------------------- | -------------------- | -------------------- | ----------------------------------------- | ------------------- |
| CAMPIONATI JUGOSLAVI | CAMPIONATI JUGOSLAVI                                                    | CAMPIONATI JUGOSLAVI | CAMPIONATI JUGOSLAVI | CAMPIONATI JUGOSLAVI                      | Coppa di Jugoslavia |
| 1985–86              | liga Zajednice općina Zagreb                                            | IV                   | 1º su 14             |                                           | 16esimi             |
| 1986–87              | Hrvatska liga - Nord Archiviato l'8 maggio 2019 in Internet Archive.    | III                  | 8º su 14             |                                           |                     |
| 1987–88              | 2. Hrvatska liga - Nord                                                 | IV                   | 9º su 17             |                                           |                     |
| 1988–89              | Hrvatska liga - Nord                                                    | IV                   | 3º su 16             |                                           |                     |
| 1989–90              | Hrvatska liga - Nord                                                    | IV                   | 3º su 16             |                                           |                     |
| 1990–91              | Hrvatska liga - Nord Archiviato il 1º ottobre 2018 in Internet Archive. | IV                   | 2º su 16             | Abbandona il sistema calcistico jugoslavo |                     |
| CAMPIONATI CROATI    | CAMPIONATI CROATI                                                       | CAMPIONATI CROATI    | CAMPIONATI CROATI    | CAMPIONATI CROATI                         | Coppa di Croazia    |
| 1992                 | 2. HNL Nord                                                             | II                   | 3º su 6              |                                           |                     |
| 1992–93              | 2. HNL Nord                                                             | II                   | 3º su 16             |                                           |                     |
| 1993–94              | 2. HNL Nord                                                             | II                   | 2º su 16             |                                           |                     |
| 1994–95              | 2. HNL Ovest                                                            | II                   | 10º su 19            |                                           |                     |
| 1995–96              | 2. HNL Ovest                                                            | III                  | 1º su 18             | Promosso in 1. HNL "B"                    |                     |
| 1996–97              | 1. HNL "B"                                                              | II                   | 1º su 16             | Promosso in 1. HNL                        |                     |
| 1997–98              | 1. HNL                                                                  | I                    | 12º su 12            | Retrocede in 2. HNL                       | 16esimi             |
| 1998–99              | 2. HNL                                                                  | II                   | 17º su 19            | Retrocede in 3. HNL                       | 16esimi             |
| 1999–00              | 3. HNL Centro                                                           | III                  | 3º su 16             |                                           |                     |
| 2000–01              | 3. HNL Centro                                                           | III                  | 3º su 16             | Promosso in 2. HNL                        |                     |
| 2001–02              | 2. HNL Ovest/Sud                                                        | II                   | 14º su 16            | Retrocede in 3. HNL                       | 16esimi             |
| 2002–03              | 3. HNL Centro                                                           | III                  | 7º su 16             |                                           |                     |
| 2003–04              | 3. HNL Centro                                                           | III                  | 15º su 16            |                                           |                     |
| 2004–05              | 3. HNL Centro                                                           | III                  | 4º su 17             |                                           |                     |
| 2005–06              | 3. HNL Centro                                                           | III                  | 6º su 16             |                                           | 16esimi             |
| 2006–07              | 3. HNL Ovest                                                            | III                  | 17º su 18            | Retrocede                                 | Preliminare         |
| 2007–08              | 4. HNL Središte B                                                       | IV                   | 2º su 18             | Promosso                                  |                     |
| 2008–09              | 3. HNL Ovest                                                            | III                  | 18º su 18            | Retrocede                                 |                     |
| 2009–10              | 4. HNL Središte B                                                       | IV                   | 2º su 18             |                                           |                     |
| 2010–11              | 4. HNL Središte B                                                       | IV                   | 3º su 16             |                                           |                     |
| 2011–12              | 4. HNL Središte B                                                       | IV                   | 3º su 16             | Promosso                                  |                     |
| 2012–13              | 3. HNL Centro                                                           | III                  | 5º su 16             |                                           |                     |
| 2013–14              | 3. HNL Centro                                                           | III                  | 12º su 16            |                                           |                     |
| 2014–15              | 3. HNL Ovest                                                            | III                  | 13º su 16            |                                           |                     |
| 2015–16              | 3. HNL Ovest                                                            | III                  | 4º su 16             |                                           |                     |
| 2016–17              | 3. HNL Ovest                                                            | III                  | 15º su 16            | Retrocede                                 | 16esimi             |
| 2017–18              | 4. NL Središte Zagreb                                                   | IV                   | 13º su 16            |                                           |                     |
| 2018–19              | 4. NL Središte Zagreb                                                   | IV                   |                      |                                           |                     |

## Strutture

### Stadio

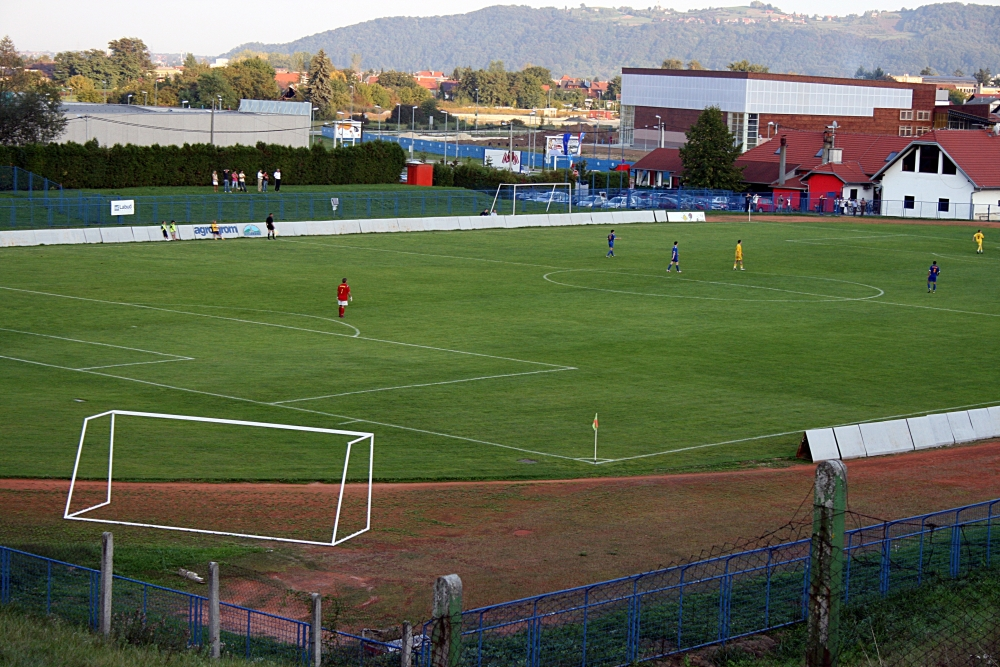
Športski centar

Il Samobor disputa le partite interne al Športski centar, conosciuto anche come Gradski Stadion (stadio cittadino). Ha una capienza di 5000 posti.

## Giocatori ed allenatori di rilievo

### Allenatori
- Zlatko Kranjčar

### Giocatori
- Tomo Šokota
- Zoran Ratković
- Slađan Ašanin
- Tomislav Butina
- Igor Bišćan
- Veldin Karić
- Besnik Hasi
- Fatmir Vata
- Jasmin Mujdža
- Tomislav Piplica
- Dragan Stojkić

## Palmarès
- Seconda divisione

1. HNL "B" 1997
- Terza divisione

2. HNL Ovest 1996